# Sommerdahl
Sommerdahl (Engels: The Sommerdahl Murders) is een Deens-Duitse detectiveserie die sinds 2020 uitgezonden wordt op TV 2 Charlie. De serie wordt in Nederland uitgezonden via KRO-NCRV. Sommerdahl is geïnspireerd op de populaire romanreeks Den skaldede detektiv van Anna Grue en is een coproductie met het Duitse ndF en ZDF.

## Inhoud
De serie speelt zich af in de Deense stad Helsingør. Het rechercheteam onder leiding van Hanegaard en met onder andere Dan Sommerdahl, Marianne Sommerdahl en hun beste vriend Flemming Torp lossen moorden op in de stad. De liefdesverhoudingen tussen de drie hoofdpersonen zorgt voor extra spanning en drama.

## Rolverdeling
| Acteur                 | Personage           | Afleveringen    |
| ---------------------- | ------------------- | --------------- |
| Peter Mygind           | Dan Sommerdahl      | 48 afleveringen |
| André Babikian         | Flemming Torp       | 48 afleveringen |
| Laura Drasbæk          | Marianne Sommerdahl | 48 afleveringen |
| Lotte Andersen         | Hanegaard           | 48 afleveringen |
| Mathias Käki Jørgensen | Benjamin            | 48 afleveringen |
| Laura Kjær             | Laura Sommerdahl    | 15 afleveringen |
| Mia Helene Højgaard    | Laura Sommerdahl    | 24 afleveringen |
| Kurt Ravn              | Otto                | 24 afleveringen |
| Peter Gantzler         | Svend               | 23 afleveringen |
| Maibritt Saerens       | Josefine Sundby     | 23 afleveringen |
| Diêm Camille           | Lina                | 17 afleveringen |
| Martin Svaneborg       | Thor                | 17 afleveringen |
| Lise Baastrup          | Nadia               | 16 afleveringen |
| Julie Rudbæk           | Bellahøj            | 15 afleveringen |
| Caspar Phillipson      | Arne Lind           | 15 afleveringen |
| Lisbet Lundquist       | Fru Sommerdahl      | 11 afleveringen |
| Lennart Storgaard      | Lau                 | 13 afleveringen |
| Thit Aaberg            | Astrid              | 10 afleveringen |

## Afleveringen

### Seizoen 1 (2020)
| Aflevering | Nummer | Deense titel                 | Engelse titel              | Uitzending    |
| ---------- | ------ | ---------------------------- | -------------------------- | ------------- |
| 1          | 1      | Til døden os skiller - del 1 | Till death do us part (1)  | 1 maart 2020  |
| 2          | 2      | Til døden os skiller - del 2 | Till death do us part (2)  | 8 maart 2020  |
| 3          | 3      | Kontakt søges... del 1       | First contact (1)          | 15 maart 2020 |
| 4          | 4      | Kontakt søges... del 2       | First contact (2)          | 22 maart 2020 |
| 5          | 5      | Gengældelsen - del 1         | The law of retribution (1) | 29 maart 2020 |
| 6          | 6      | Gengældelsen - del 2         | The law of retribution (2) | 5 april 2020  |
| 7          | 7      | Fatalt selvmål - del 1       | Fatal score (1)            | 12 april 2020 |
| 8          | 8      | Fatalt selvmål - del 2       | Fatal score (2)            | 19 april 2020 |

### Seizoen 2 (2021)
| Aflevering | Nummer | Deense titel                           | Engelse titel                        | Uitzending       |
| ---------- | ------ | -------------------------------------- | ------------------------------------ | ---------------- |
| 9          | 1      | Tabte drømme - del 1                   | Lost dreams (1)                      | 28 februari 2021 |
| 10         | 2      | Tabte drømme - del 2                   | Lost dreams (2)                      | 7 maart 2021     |
| 11         | 3      | Kærligheden tåler (næsten) alt - del 1 | Love endures (almost) all things (1) | 14 maart 2021    |
| 12         | 4      | Kærligheden tåler (næsten) alt - del 2 | Love endures (almost) all things (2) | 21 maart 2021    |
| 13         | 5      | Den man tugter, elsker man - del 1     | I hate that I love you (1)           | 28 maart 2021    |
| 14         | 6      | Den man tugter, elsker man - del 2     | I hate that I love you (2)           | 4 april 2021     |
| 15         | 7      | Når målet helliger midlet - del 1      | The end justifies the means (1)      | 11 april 2021    |
| 16         | 8      | Når målet helliger midlet - del 2      | The end justifies the means (2)      | 18 april 2021    |

### Seizoen 3 (2022)
| Aflevering | Nummer | Deense titel                  | Engelse titel                   | Uitzending    |
| ---------- | ------ | ----------------------------- | ------------------------------- | ------------- |
| 17         | 1      | Fortrængte følelser - del 1   | Repressed emotions (1)          | 13 maart 2022 |
| 18         | 2      | Fortrængte følelser - del 2   | Repressed emotions (2)          | 20 maart 2022 |
| 19         | 3      | Nordens Cannes - del 1        | The Cannes of the north (1)     | 27 maart 2022 |
| 20         | 4      | Nordens Cannes - del 2        | The Cannes of the north (2)     | 3 april 2022  |
| 21         | 5      | For Gud og fædreland - del 1  | For love of God and country (1) | 10 april 2022 |
| 22         | 6      | For Gud og fædreland - del 2  | For love of God and country (2) | 17 april 2022 |
| 23         | 7      | Lige børn leget bedst - del 1 | Fair play (1)                   | 24 april 2022 |
| 24         | 8      | Lige børn leget bedst - del 2 | Fair play (2)                   | 1 mei 2022    |

### Seizoen 4 (2023)
| Aflevering | Nummer | Deense titel               | Engelse titel              | Uitzending   |
| ---------- | ------ | -------------------------- | -------------------------- | ------------ |
| 25         | 1      | Belønning og straf - del 1 | Prize & penalty (1)        | 14 mei 2023  |
| 26         | 2      | Belønning og straf - del 2 | Prize & penalty (2)        | 21 mei 2023  |
| 27         | 3      | Det lugter af fisk - del 1 | Something smells fishy (1) | 28 mei 2023  |
| 28         | 4      | Det lugter af fisk - del 2 | Something smells fishy (2) | 4 juni 2023  |
| 29         | 5      | Op på hesten igen - del 1  | Back on the horse (1)      | 11 juni 2023 |
| 30         | 6      | Op på hesten igen - del 2  | Back on the horse (2)      | 18 juni 2023 |
| 31         | 7      | Det gode menneske - del 1  | The good human (1)         | 25 juni 2023 |
| 32         | 8      | Det gode menneske - del 2  | The good human (2)         | 2 juli 2023  |

### Seizoen 5 (2024)
| Aflevering | Nummer | Deense titel                           | Engelse titel                  | Uitzending   |
| ---------- | ------ | -------------------------------------- | ------------------------------ | ------------ |
| 33         | 1      | Næste generation står for skud - del 1 | Next Generation Under Fire (1) | 5 mei 2024   |
| 34         | 2      | Næste generation står for skud - del 2 | Next Generation Under Fire (2) | 12 mei 2024  |
| 35         | 3      | Det spinkle håb - del 1                | The Fragile Hope (1)           | 19 mei 2024  |
| 36         | 4      | Det spinkle håb - del 2                | The Fragile Hope (2)           | 26 mei 2024  |
| 37         | 5      | Et slag for retfærdighed - del 1       | A Fight for Justice (1)        | 2 juni 2024  |
| 38         | 6      | Et slag for retfærdighed - del 2       | A Fight for Justice (2)        | 9 juni 2024  |
| 39         | 7      | En stor fisk i nettet - del 1          | A Big Fish in the Net (1)      | 16 juni 2024 |
| 40         | 8      | En stor fisk i nettet - del 2          | A Big Fish in the Net (2)      | 23 juni 2024 |

### Seizoen 6 (2025)
| Aflevering | Nummer | Deense titel                 | Engelse titel | Uitzending       |
| ---------- | ------ | ---------------------------- | ------------- | ---------------- |
| 41         | 1      | SoMe - del 1                 |               | 26 januari 2025  |
| 42         | 2      | SoMe - del 2                 |               | 2 februari 2025  |
| 43         | 3      | Bagsiden af medaljen - del 1 |               | 9 februari 2025  |
| 44         | 4      | Bagsiden af medaljen - del 2 |               | 16 februari 2025 |
| 45         | 5      | Kunstigt - del 1             |               | 23 februari 2025 |
| 46         | 6      | Kunstigt - del 2             |               | 2 maart 2025     |
| 47         | 7      | Brudte løfter - del 1        |               | 9 maart 2025     |
| 48         | 8      | Brudte løfter - del 2        |               | 16 maart 2025    |